# Bimba Bosé
Bimba Bosé, właściwie Eleonora Salvatore González (ur. 1 października 1975 w Rzymie; zm. 23 stycznia 2017 w Madrycie) – hiszpańska modelka, aktorka i piosenkarka.

## Życiorys
Urodziła się w Rzymie jako córka Lucíi González Bosé (z domu Dominguín, 1957-) i Alessandro Salvatore (zm. 2008). Jej wuj Miguel Bosé to piosenkarz i aktor. Była wnuczką Luisa Miguela Dominguína i Luci Bosé.
Rozpoczęła karierę modelki, a następnie zdjęcia z jej udziałem ukazały się na okładkach Harper’s Bazaar i Vogue.
Występowała w zespole The Cabriolets, śpiewając w języku angielskim i hiszpańskim. Z płytą Demo pomogli jej między innymi John Medeski i Marc Ribot. W 2007 w duecie z wujem Miguelem Bosé nagrała nową wersję piosenki „Como un Lobo”, a teledysk z tego nagrania doczekał się ponad 21 mln odsłon.
Zadebiutowała na kinowym ekranie w roli Bel w melodramacie biograficznym Konsul Sodomy (El cónsul de Sodoma, 2009) u boku Jordiego Molli. Pojawiła się jako przyjaciółka Bea w dramacie Pedro Almodóvara Julieta (2016) z Emmą Suárez, a także w programie Levántate All Stars.
Była autorką książki Y de repente soy madre.
3 czerwca 2006 wyszła za mąż za basistę Diego Postigo, z którym miała dwie córki: Dorę (ur. w kwietniu 2004) i June (ur. 19 czerwca 2011). Jednak w 2013 doszło do rozwodu.
Zmarła 23 stycznia 2017 w wieku 41 lat w wyniku raka piersi. Jej pogrzeb odbył się 24 stycznia 2017 w Madrycie.

## Filmografia
- 2009: Saturday Night Live jako gość
- 2009: Konsul Sodomy (El cónsul de Sodoma) jako Bel
- 2014: La que se avecina (serial TV) jako Bimba
- 2016: Julieta jako przyjaciółka Bea